# Zona Monumental del Callao

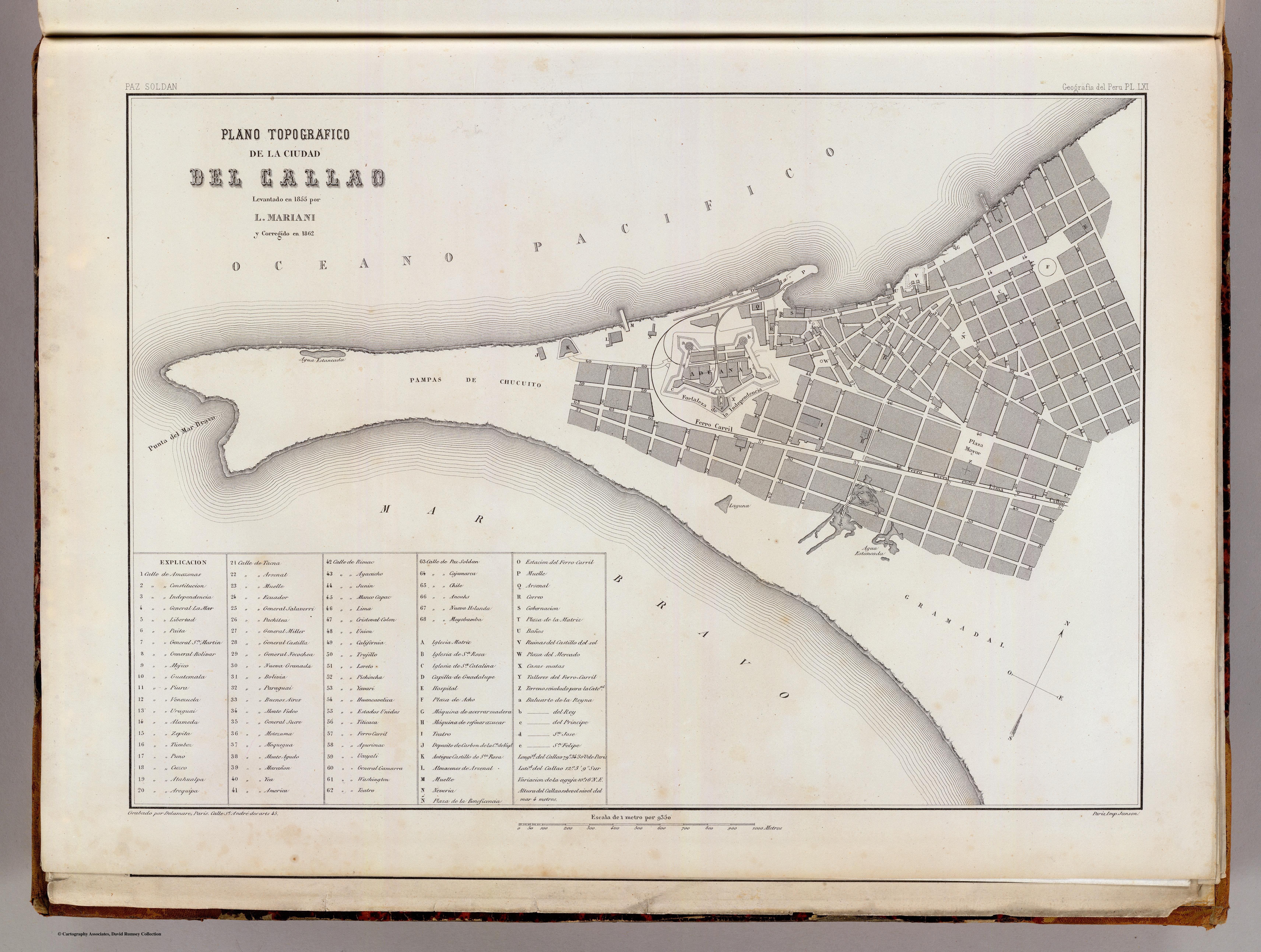

La Zona Monumental del Callao es el casco histórico en el distrito del Callao, en el Provincia Constitucional del Callao, Perú. La zona monumental es «Patrimonio Cultural de la Nación» desde 1972. La zona monumental es famosa por sus casonas, balcones y callejones adoquinados.
La zona monumental del Callao está comprendida dentro de los siguientes límites: orilla de Océano Pacífico, entre Jirón Roca y Jirón Adolfo King; Jirón Huancavelica, Jirón Manco Cápac, Jirón Paraguay, Avenida Dos de Mayo, Avenida Sáenz Peña, Jirón Pedro Ruiz, Avenida Buenos Aires, Jirón Estados Unidos, Jirón Gamarra, Jirón Roca hasta el Océano Pacífico.
La Zona Monumental del Callao fue ampliándose al barrio de Chucuito en 1990, a través de la R.J. Nº 159-1990-INC/J. La Zona Monumental del Callao limita con la Zona Monumental de La Punta.

## Lugares de interés

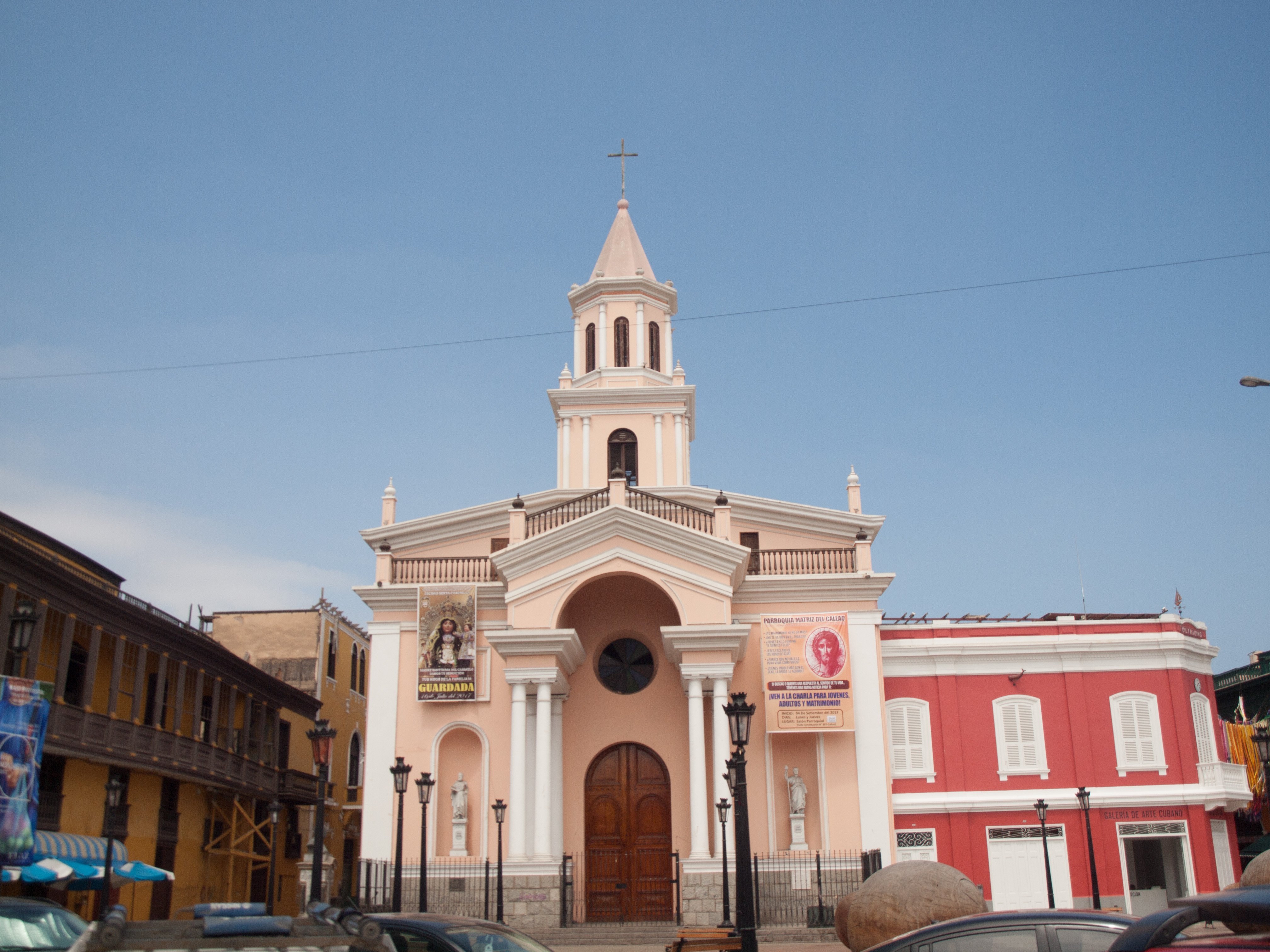
Iglesia Matriz del Callao
- Fortaleza del Real Felipe
- Plaza Santa Rosa
- Plaza Independencia
- Plaza Grau
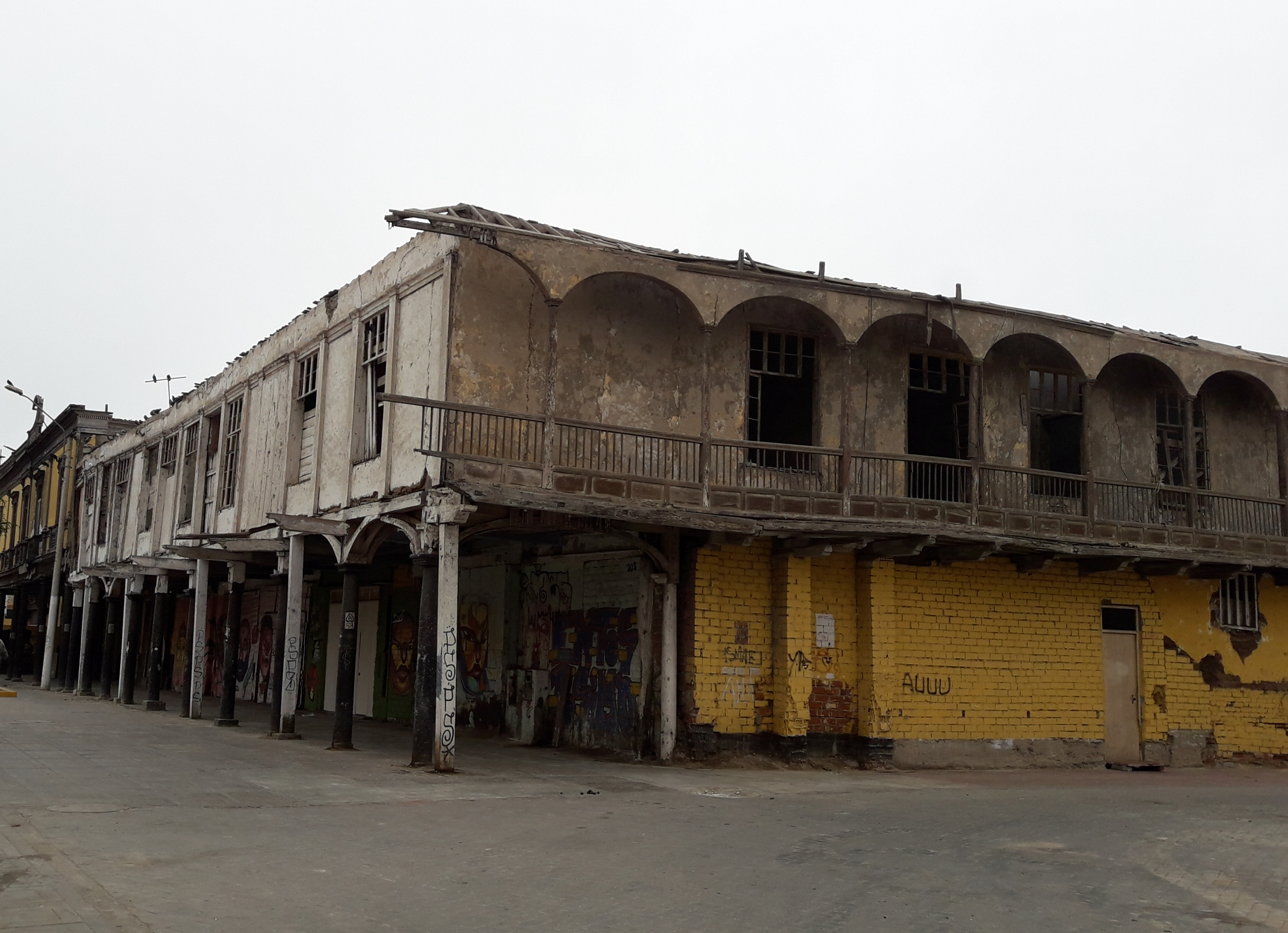
Plaza José Gálvez
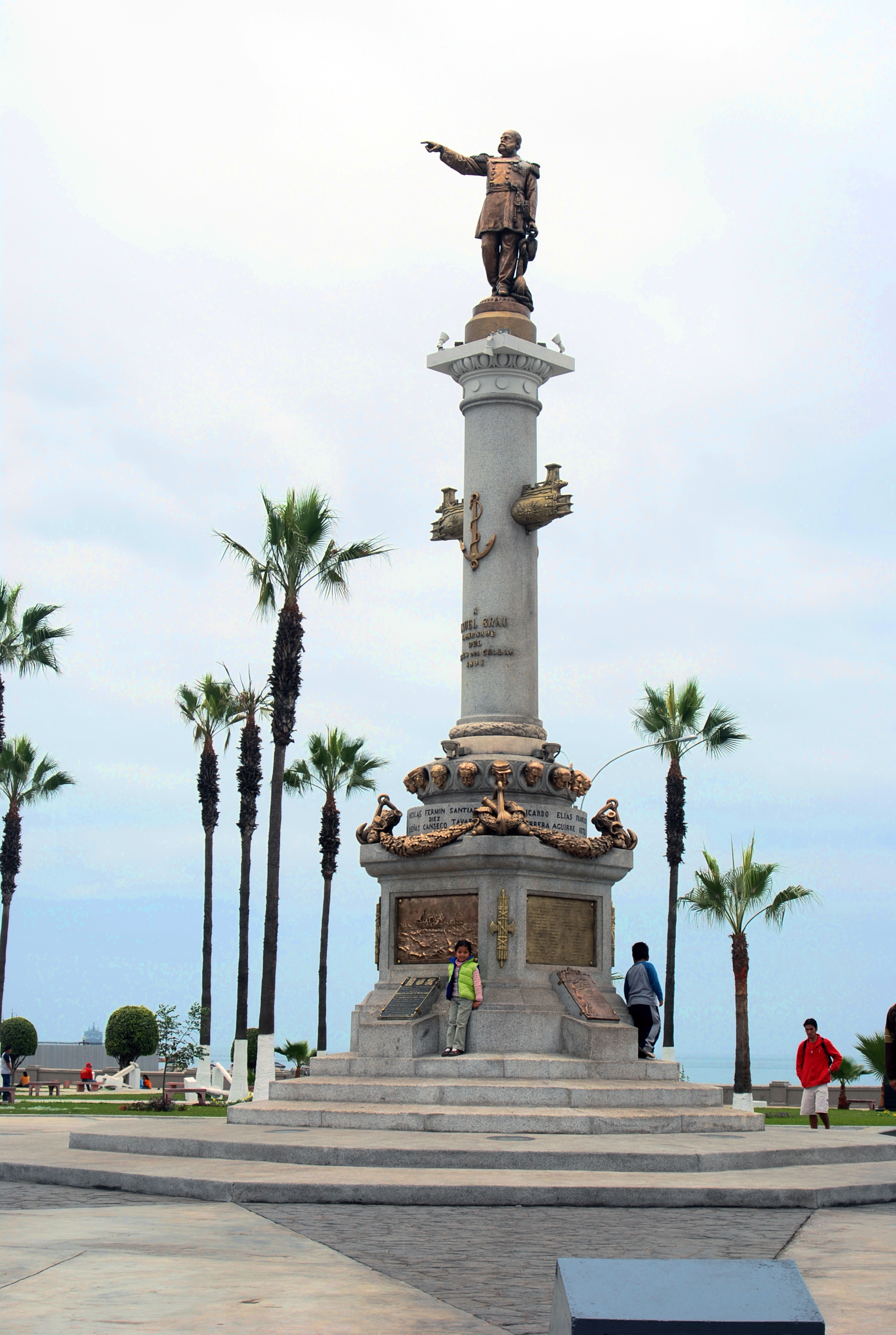
Plaza Grau
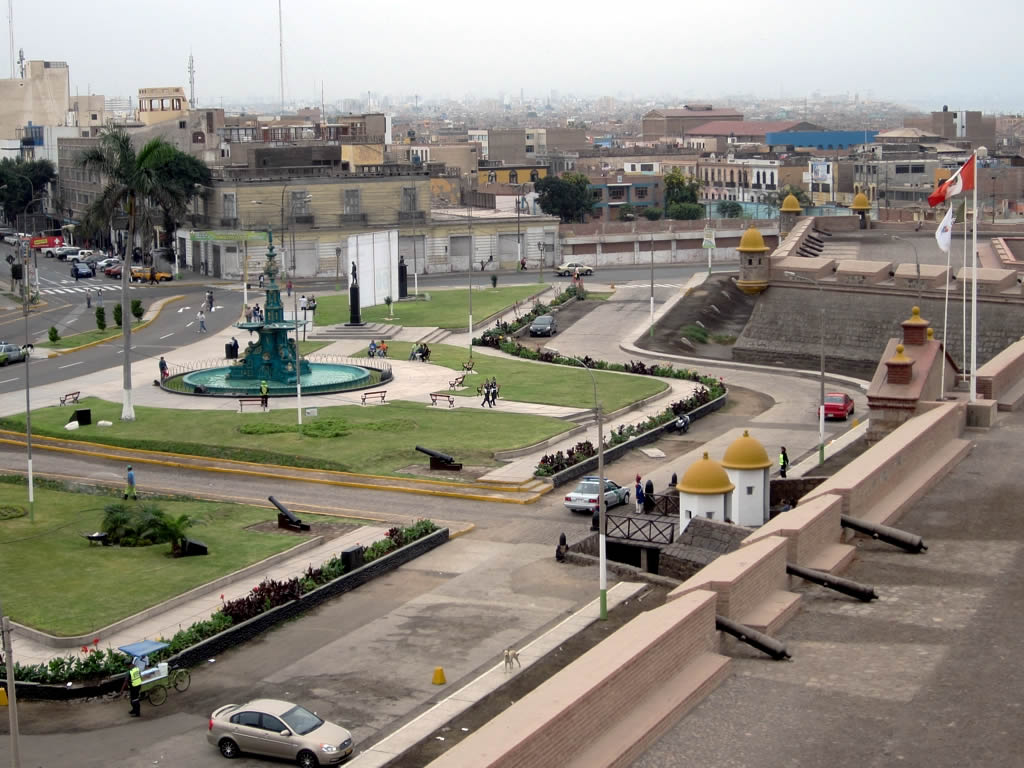
Plaza Independencia
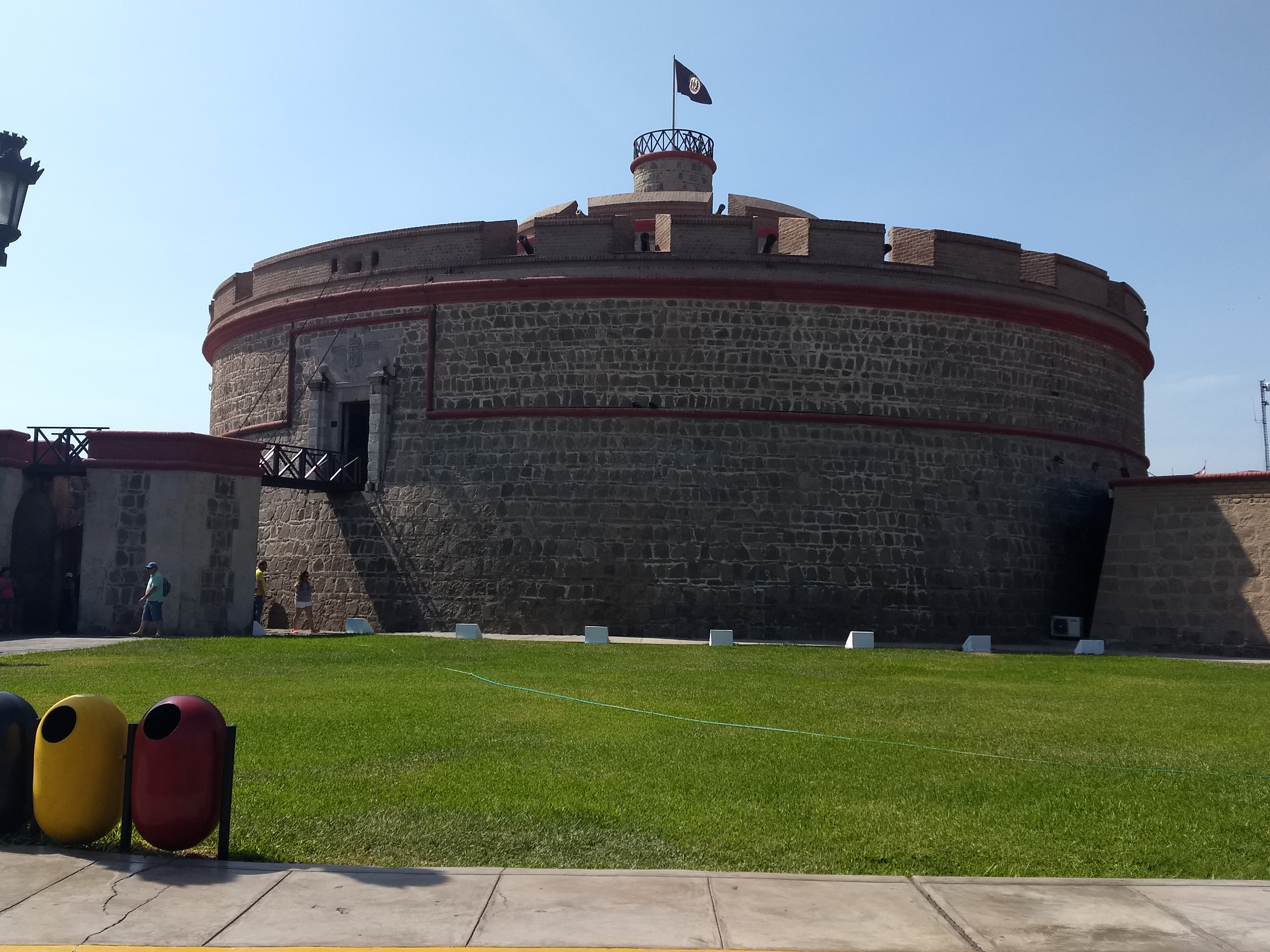
Fortaleza del Real Felipe
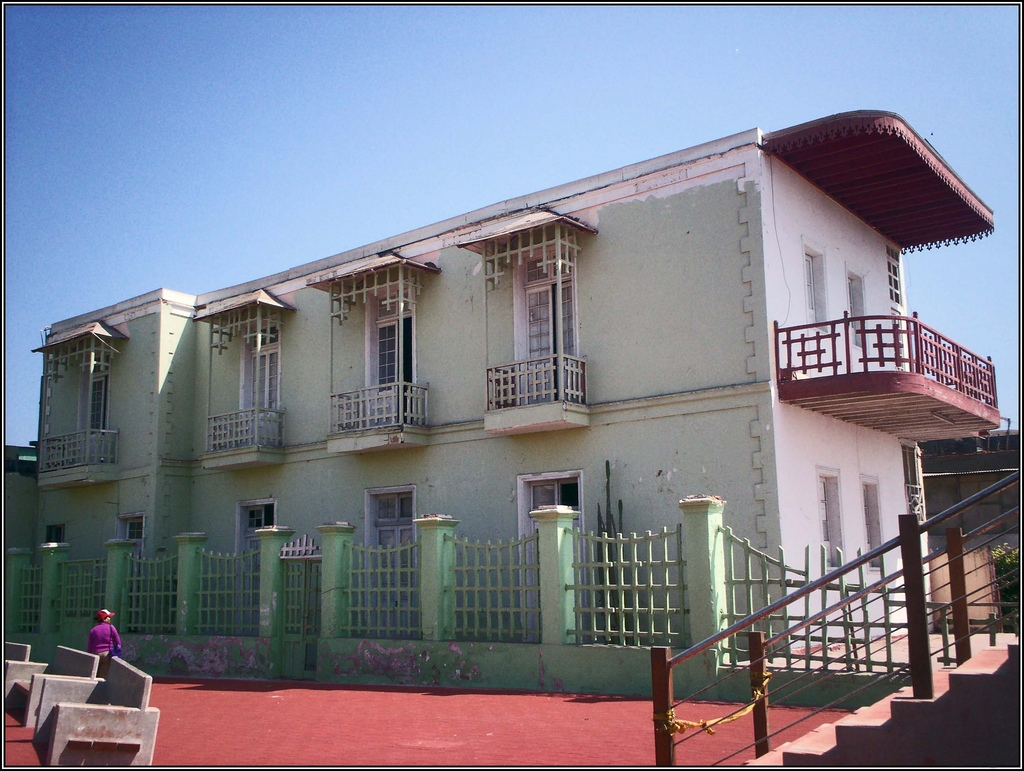
Chucuito
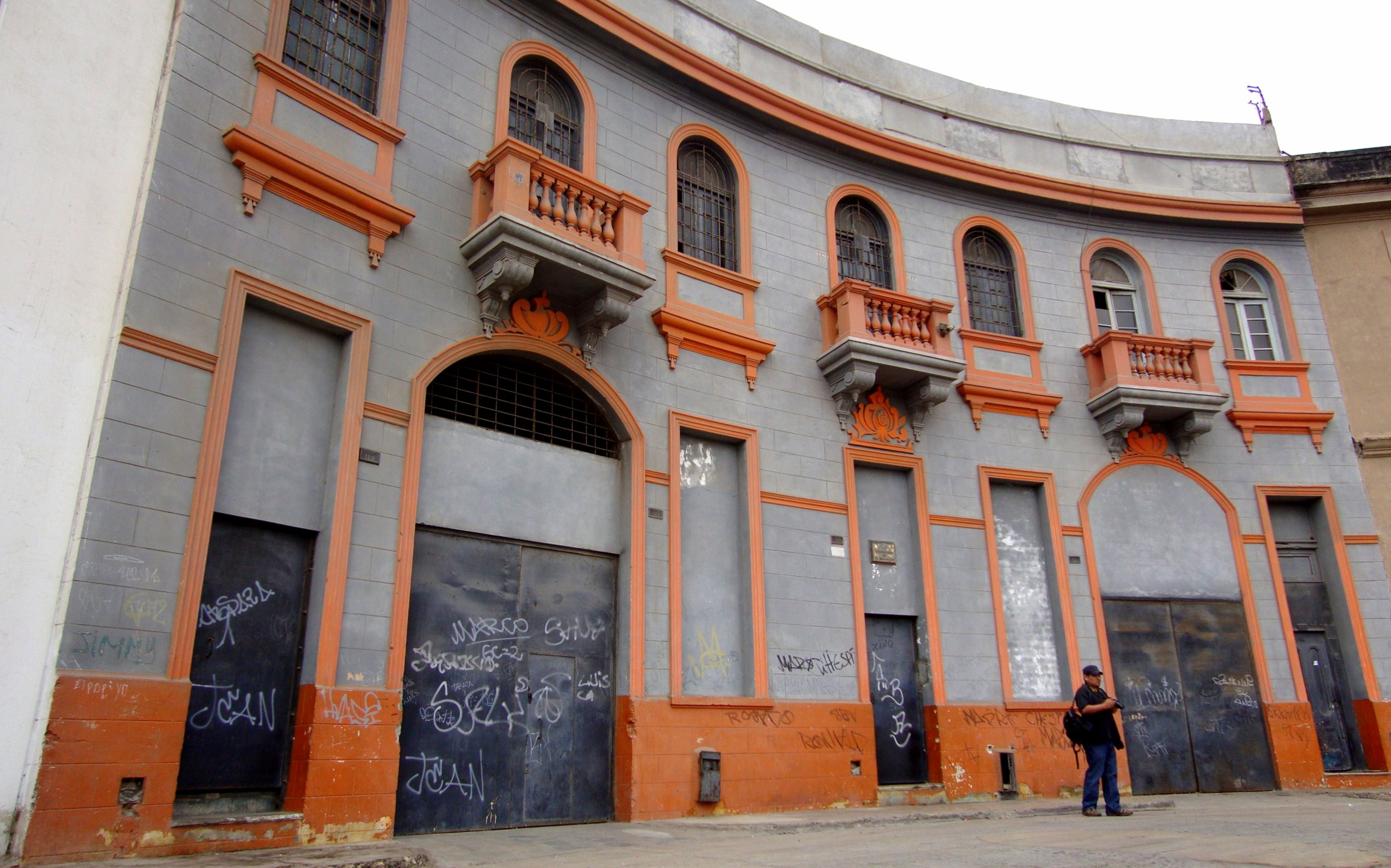
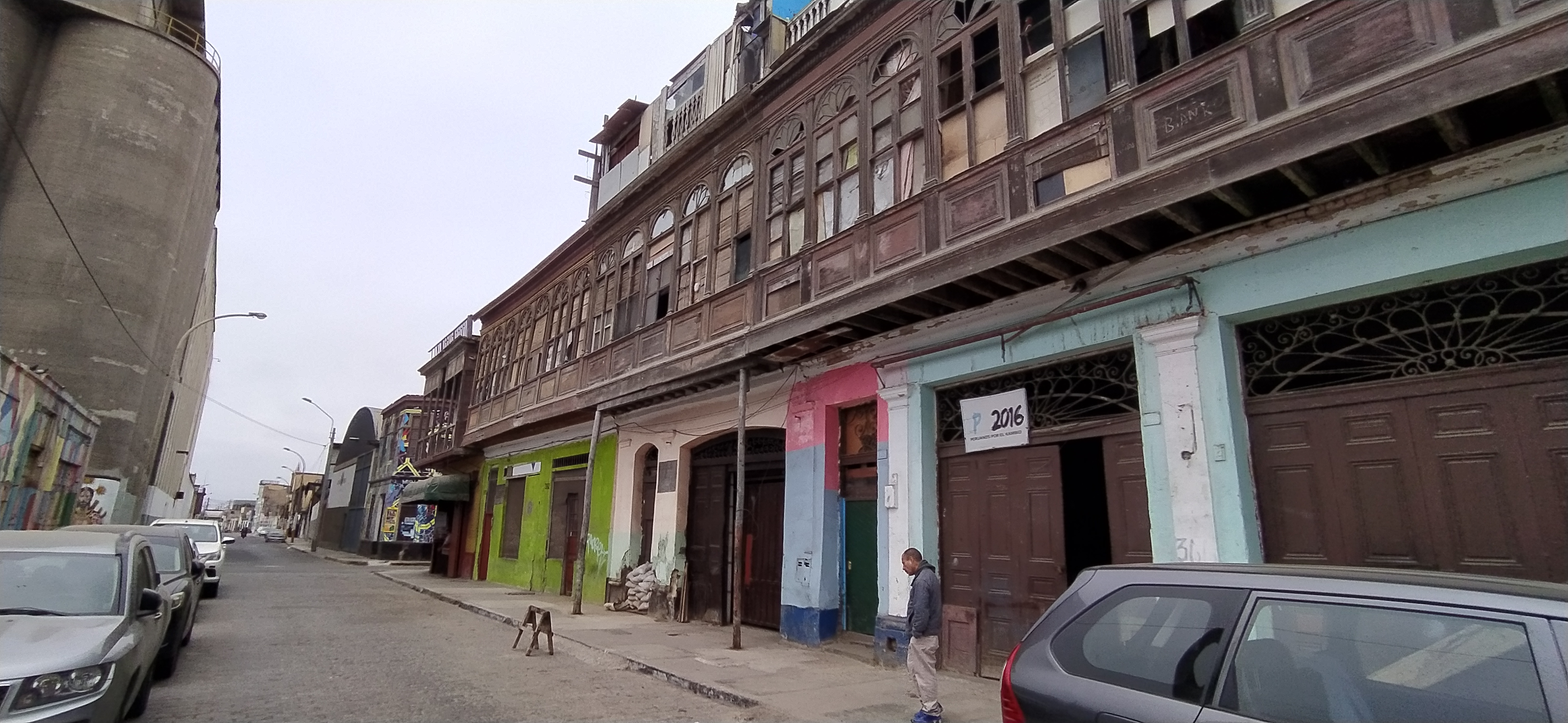
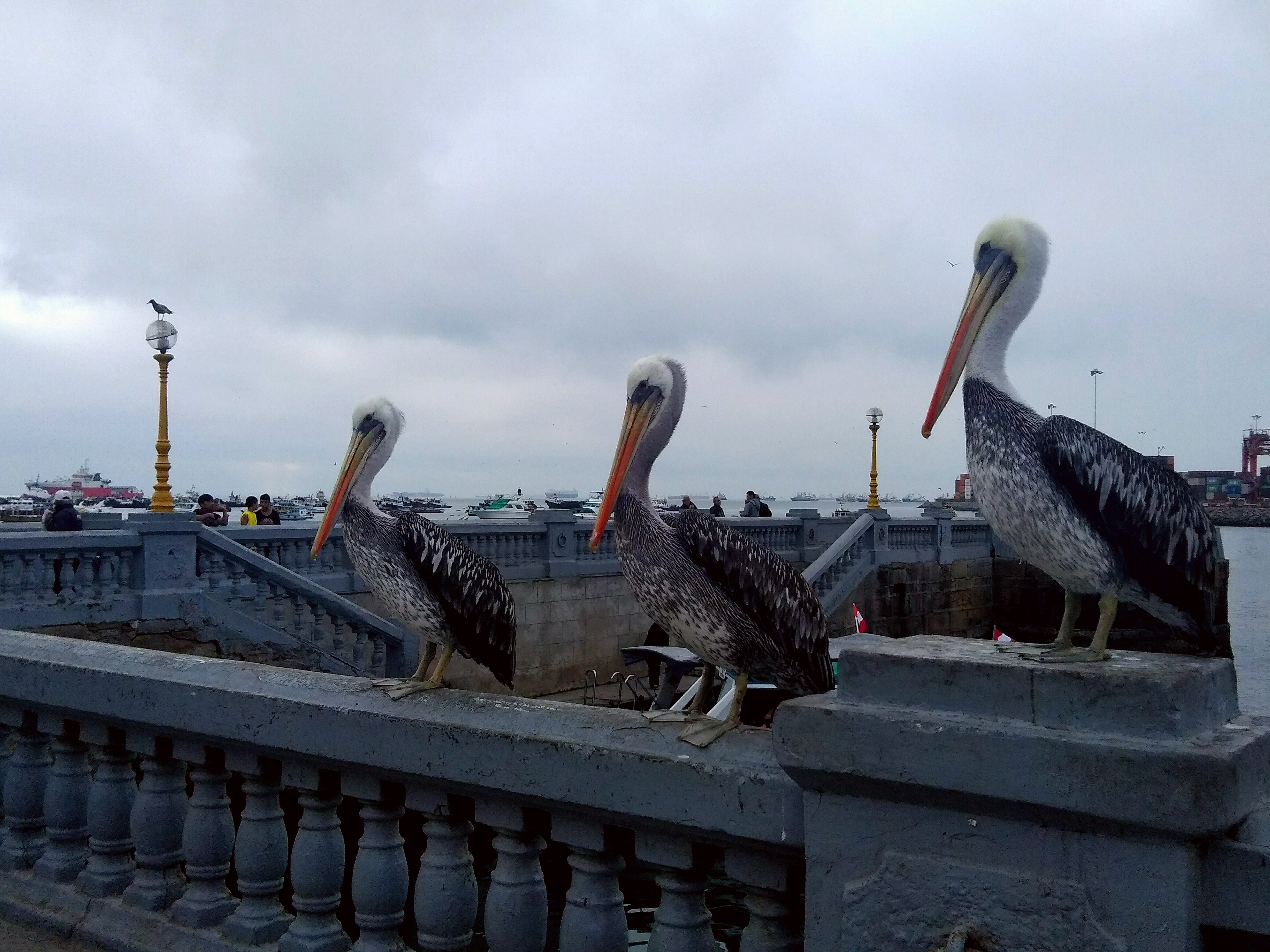
Muelle de Guerra

- Museo Naval del Perú
- BAP Abtao (SS-42)
- Barrio de Chucuito[4]

- Iglesia Matriz del Callao
- Plaza José Gálvez
- Plaza Grau
- Plaza Independencia
- Fortaleza del Real Felipe
- Chucuito
- Muelle de Guerra